# Leichtathletik-Weltmeisterschaften 2015/Teilnehmer (Litauen)
| Gelbes Symbol für Goldmedaillen mit stilisierten Olympischen Ringen | Graues Symbol für Silbermedaillen mit stilisierten Olympischen Ringen | Braundes Symbol für Bronzemedaillen mit stilisierten Olympischen Ringen |
| ------------------------------------------------------------------- | --------------------------------------------------------------------- | ----------------------------------------------------------------------- |
| —                                                                   | —                                                                     | —                                                                       |

Der Leichtathletikverband Litauens nominierte zwölf Athleten für die Leichtathletik-Weltmeisterschaften 2015 in der chinesischen Hauptstadt Peking.

## Ergebnisse

### Männer

#### Laufdisziplinen
| Athlet            | Disziplin   | Vorlauf | Vorlauf | Halbfinale | Halbfinale | Finale    | Finale |
| Athlet            | Disziplin   | Zeit    | Platz   | Zeit       | Platz      | Zeit      | Platz  |
| ----------------- | ----------- | ------- | ------- | ---------- | ---------- | --------- | ------ |
| Marius Šavelskis  | 20 km Gehen |         |         |            |            | DSQ       | DSQ    |
| Tadas Šuškevicius | 50 km Gehen |         |         |            |            | 3:56:27 h | 22     |

#### Sprung/Wurf
| Athlet          | Disziplin  | Qualifikation | Qualifikation | Finale             | Finale             |
| Athlet          | Disziplin  | Weite/Höhe    | Platz         | Weite/Höhe         | Platz              |
| --------------- | ---------- | ------------- | ------------- | ------------------ | ------------------ |
| Raivydas Stanys | Hochsprung | kgV           | -             | nicht qualifiziert | nicht qualifiziert |
| Andrius Gudžius | Diskuswurf | 62,22 m       | 14            | nicht qualifiziert | nicht qualifiziert |

### Frauen

#### Laufdisziplinen
| Athletin                   | Disziplin    | Vorlauf | Vorlauf | Halbfinale | Halbfinale | Finale             | Finale             |
| Athletin                   | Disziplin    | Zeit    | Platz   | Zeit       | Platz      | Zeit               | Platz              |
| -------------------------- | ------------ | ------- | ------- | ---------- | ---------- | ------------------ | ------------------ |
| Rasa Drazdauskaitė         | Marathon     |         |         |            |            | 2:31:23 h          | 11                 |
| Diana Lobačevskė           | Marathon     |         |         |            |            | DNS                | DNS                |
| Eglė Staišiūnaitė          | 400 m Hürden | 56,17 s | 19      | 56,48 s    | 22         | nicht qualifiziert | nicht qualifiziert |
| Neringa Aidietytė          | 20 km Gehen  |         |         |            |            | DSQ                | DSQ                |
| Brigita Virbalytė-Dimšienė | 20 km Gehen  |         |         |            |            | 1:30:20 h          | 7                  |

#### Sprung/Wurf
| Athletin              | Disziplin  | Qualifikation | Qualifikation | Finale             | Finale             |
| Athletin              | Disziplin  | Weite/Höhe    | Platz         | Weite/Höhe         | Platz              |
| --------------------- | ---------- | ------------- | ------------- | ------------------ | ------------------ |
| Dovilė Dzindzaletaitė | Dreisprung | 13,58 m       | 19            | nicht qualifiziert | nicht qualifiziert |
| Airinė Palšytė        | Hochsprung | 1,89 m        | 14            | nicht qualifiziert | nicht qualifiziert |
| Zinaida Sendriūtė     | Diskuswurf | 60,33 m       | 13            | nicht qualifiziert | nicht qualifiziert |